# Барановский, Пётр Викторович
Пётр Ви́кторович Барано́вский (1838—1896) — российский промышленник, разработчик артиллерийского вооружения.

## Биография
Пётр Викторович Барановский родился в 1838 году в Санкт-Петербурге.
Племянник изобретателя в области кораблестроения и транспорта Степана Ивановича Барановского.
В 1877 году вместе с Владимиром Степановичем Барановским основал в Санкт-Петербурге завод по производству артиллерийских трубок (взрывателей) и патронных гильз (впоследствии «Механический и гильзовый завод наследников П. В. Барановского», в настоящее время — ОАО «Компрессор»).
Руководя заводом, продолжал совершенствовать артиллерийское вооружение.
В 1881—1882 годах Пётр Барановский сконструировал и построил станок для укрепления 2,5-дюймовой пушки на десантных шлюпках.
Пётр Викторович Барановский скончался в 1896 году в Санкт-Петербурге. Продолжателем его дела стал сын В. П. Барановский, хотя вдова и две дочери получили доли в бизнесе, которые они сохраняли до преобразования его в акционерное общества.